# Александрова, Татьяна Аркадьевна
Татьяна Арка́дьевна Алекса́ндрова (род. 4 ноября 1973, Гатчина) — российский журналист; телеведущая — вела информационную программу «Вести» на телеканале «Россия» в паре с Михаилом Антоновым (2006—2007); директор телепрограмм; лауреат премии ТЭФИ.

## Биография
Родилась в Гатчине 4 ноября 1973 года.
В 1998 году окончила заочное отделение факультета журналистики Санкт-Петербургского государственного университета.
С октября 1991 по январь 1992 года — корреспондент газеты «Гатчинский проспект».
С февраля 1992 по январь 1996 года — была корреспондентом газеты «Вести» (Санкт-Петербург). Также, с 1996 по 1998 гг. была редактором одной из производственно-коммерческих фирм.
С 1998 года по март 1999 года — работала корреспондентом продюсерского центра «Региональное телевидение».
С апреля 1999 года работала корреспондентом продюсерского центра «Великий город». Затем, до мая 2001 года — редактор отдела обеспечения программы «Сегоднячко».
С мая по ноябрь 2001 года вела одну из программ Санкт-Петербургского филиала НТВ.
С декабря 2001 года заведовала региональным корбюро ВГТРК в Санкт-Петербурге.
С 15 мая 2006 до 28 апреля 2007 года представляла вечерние выпуски «Вестей» в 20:00 в паре с Михаилом Антоновым.
С июля 2007 года по июль 2009 года занимала должность директора дирекции городского вещания Пятого канала, руководителя программы «Петербургский час». Иногда сама участвовала в телепередачах «Петербургского часа», как ведущая.
С 2011 по 2016 гг. — начальник Управления собственного производства и аутсорсинга ОАО «ТРК Петербург — Пятый канал». Руководитель программы «Утро на 5» ОАО «ТРК Петербург — Пятый канал». Первый эфир программы прошёл 6 июня 2011 года.
Главный продюсер проекта «Алые паруса г. Санкт-Петербург» с 2012 по 2016 гг. — бал выпускников, основанный на идеях из повести Александра Грина «Алые паруса».
С августа 2016 года — руководитель отдела маркетинга торговой сети «Максидом».
Член Правления Союза журналистов СПб и ЛО.

## Награды
Лауреат премии «ТЭФИ-Регион» 2008 за ежедневную информационну программу «Сейчас в Петербурге» («Петербургский час») в номинации «Ежедневная информационная программа».
Номинант конкурса «Золотое перо-2008» и «Золотое перо-2009» в номинации «Гран-При» (Журналист года).
Лауреат конкурса «Золотое перо-2011» в номинация «Гран-При» (Журналист года).

### Конфликт с Бодруновым
8 апреля 2009 года в эфире «Петербургского часа» велось обсуждение антикризисного плана Администрации Санкт-Петербурга. В качестве эксперта в студию был приглашён Сергей Бордунов, председатель Комитета экономического развития, промышленной политики и торговли Санкт-Петербурга. После эфира он устроил скандал, подвергнув сомнению профессионализм ведущих и журналистов Пятого канала, а зрителей назвав «элементарным быдлом». Ведущая и руководитель передачи Татьяна Александрова была отстранена от эфиров и 11 августа 2009 года назначена советником генерального директора Пятого канала. В самой программе «Петербургский час» также произошли изменения, продолжились кадровые перестановки.